# Майор и Меймун
«Майо́р и Мейму́н» — российский комедийно-детективный телесериал о капитане юстиции Олеге Майорове, который вместе со своим напарником (обезьянкой Меймун) ловят преступников на черноморском побережье города Туапсе.

## Сюжет
Капитана юстиции Олега Майорова временно отправляют работать в курортный город Туапсе за то, что он избил чиновника в своем родном городе.
Обзаведясь новым другом (обезьянкой по кличке Меймун), Майоров решает покончить с преступностью на черноморском побережье, однако на его пути встанет местный криминальный авторитет Жорж.

## В ролях[3]
| Актёр                | Роль                         |
| -------------------- | ---------------------------- |
| Егор Долгополов      | капитан юстиции Олег Майоров |
| Чита                 | обезьянка Меймун             |
| Татьяна Сомова       | напарница Майорова           |
| Ольга Старостина     | Алла                         |
| Олег Новиков         |                              |
| Сергей Мелконян      | Жорж                         |
| Анатолий Кощеев      |                              |
| Александр Волочиенко |                              |
| Светлана Чернова     |                              |
| Николай Шарифулин    | Юрец                         |

## О сериале
«Костяк главных героев проекта — это московские актеры, а персонажи, которые появляются на одну серию — это артисты местных театров из Туапсе, Краснодара, Сочи. Это вносит свои неповторимые краски, конечно, мы немного разные, техники и понимание актерской правды отличаются, но это добавляет жанровости и остроты. Это кино для семейного просмотра, очень теплое и душевное, про человеческие отношения, любовь, про то, что все будет хорошо. Зрители сериала увидят солнце и пальмы, маленькую смышленую обезьяну, которая помогает расследовать преступления, а также очень колоритную и харизматичную компанию оперов, которые, я думаю, запомнятся своей открытостью, жизнелюбием и даже наивностью в каких-то вопросах»— Максим Кубринский (режиссёр)
В 2025 г. стало известно о продолжении сериала. Во втором сезоне планируются отснять 16 серий, режиссером станет Максим Демченко.

## Факты
- Одними из продюсеров сериала выступили Тимур Вайнштейн и Вадим Островский.
- Показ сериала прошел 1 января 2025 года.
- Съемки сериала проходили весной 2024 г. на улицах Туапсе[6].
- В сериале снялся поэт, писатель, драматург, актёр театра и кино Николай Шарифулин[7] в роли Юрца (помощник туапсинского авторитета Жоржа).